# Ейнджел Дарк
Е́йнджел Дарк (англ. Angel Dark; нар. 11 квітня 1982, Собранці, Словаччина) — словацька порноакторка та модель.

## Біографія
Ейнджел Дарк потрапила в порноіндустрію в 2002 році й знялася в понад 180 фільмах.
У 2006 році через ниркову недостатність зробила перерву в зйомках. 
У березні 2010 повернулася в порноіндустрію.
Завершила кар'єру у 2015 році. На 2019 рік знялася у 319 порнофільмах.
У 2020 році було оголошено про включення Ейнджел Дарка до Зали слави AVN.

## Вибрана фільмографія
- Private Casting X 48: Dorothy Lake (2003)
- Blow Me Sandwich 4 (2003)
- Ass Cleavage 3 (2003)
- Euro Domination 2 (2004)
- Beautiful Girls 17 (2004)
- Seductive 4 (2005)
- La soubrette (2005)
- Private Tropical 18: Puerto Rican Affairs (2005)
- Orgies carcerales (2006)
- All Star Strip Poker (2006)
- Very Best of Priscila Sol (2006)
- Der Spiegel deiner Leidenschaft (2007)
- Cabaret Berlin (2007)
- First Class Nudes: Vol. 2 (2007)
- Actiongirls.com Volume 5 (2008)
- Private Specials 10: Smoking Sluts (2008)
- Hell Is Where the Party Is (2008)
- Inter-Racial Payload (2008)
- Big Butts Like It Big 3 (2009)
- Top Ten 2 (2009)